# Jezerska slatina
Jezerska slatina je izvir mineralne vode, ki se nahaja na Zgornjem Jezerskem nad Ankovo domačijo.

### Značilnosti
Je šibkejša od radenske ali rogaške mineralne vode. Ustekleničena hitro izgubi svoje značilnosti. Kakovost jezerske slatine je oslabela ob povodnji leta 1940.